# Стефан Ель-Шаараві
Стефа́н Ель-Шаараві́ (араб. ستيفان الشعراوي, італ. Stephan El Shaarawy; нар. 27 жовтня 1992 року, Савона, Італія) — італійський футболіст, гравець футбольного клубу «Рома». Грав за національну збірну Італії.

## Кар'єра

### «Дженоа»
За «Дженоа» став виступати у віці 16 років. Перший професійний матч відбувся 21 грудня 2008 року проти «К'єво». Він закінчився з рахунком 0-1 на користь «Дженоа». За весь час проведений в Генуї гравець вийшов на поле лише 3 рази. Всі інші його виступи були за молодіжну команду.
Для отримання ігрової практики 27 червня на правах оренди переходить до «Падови», яка на той час виступала в Серії Б. Свій перший гол забив у матчі проти «Реджини». Протягом сезону з'явився на полі 29 раз і відзначився 9 голами.

### «Мілан»

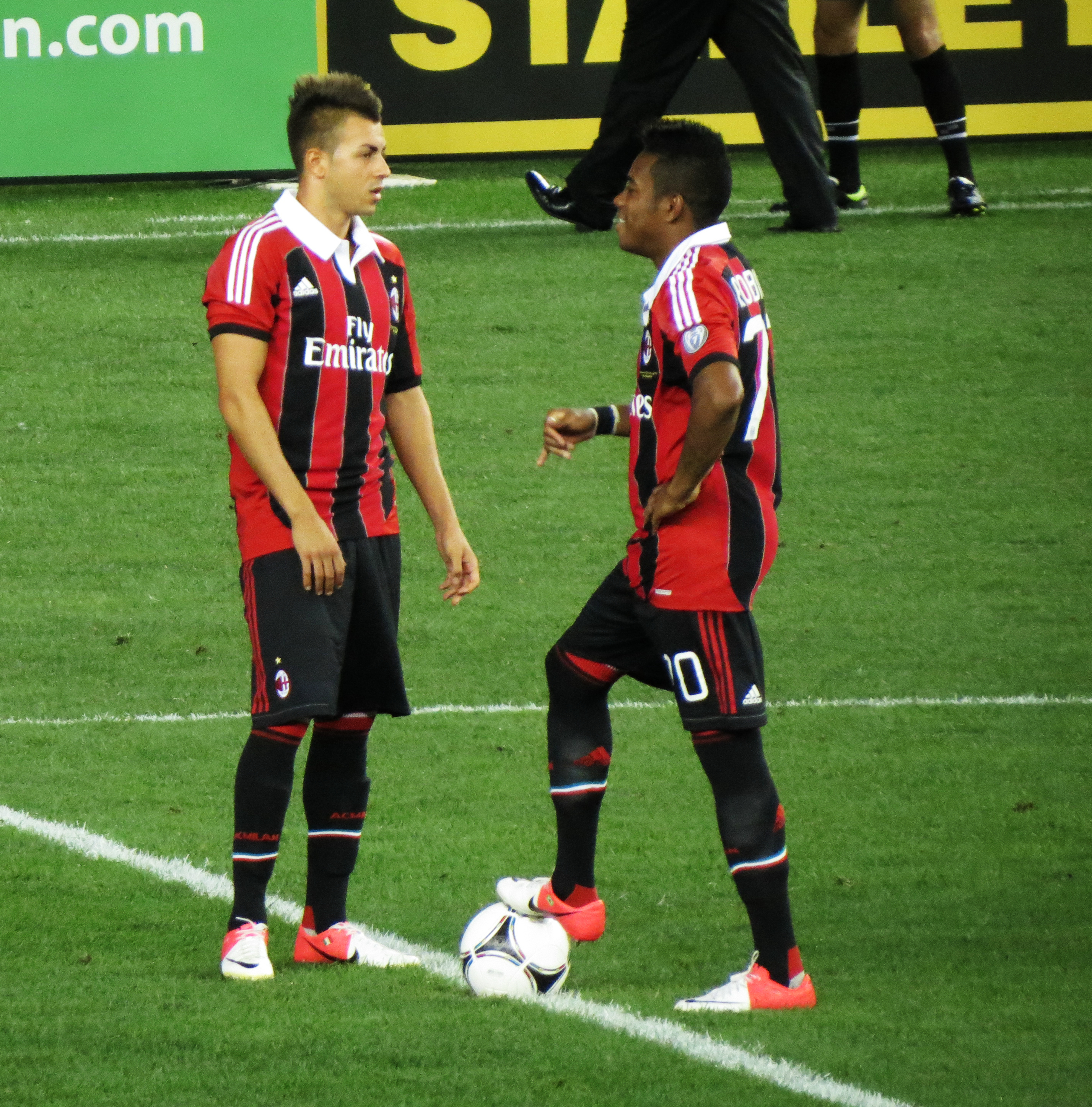
Ель-Шаараві разом з Робінью у складі «Мілана». 2012 рік.

Після вдалого сезону за «Падову» 25 червня 2011 року перейшов до складу Мілану. На початку сезону отримав травму. Дебютував за «Мілан» 18 вересня 2011 року у поєдинку з «Наполі». Вже в наступному турі у матчі проти «Удінезе» забив свій перший м'яч за червоно-чорних. Свій перший дубль оформив 26 вересня 2012 року у матчі 5-го туру Серії А проти «Кальярі». 3 жовтня у матчі проти «Зеніта» забив свій перший єврокубковий гол. Забивши його, став наймолодшим в історії автором забитого м'яча у складі «Мілана» в європейськи турнірах.
Протягом першого кола чемпіонату Італії відзначався високою результативністю. Цікавим є те, що перед початком сезону форвард і Массімо Амброзіні заклалися на відпустку. В умові йшлося про те, що якщо Стефану вдасться забити сім м'ячів протягом першого кола, то ветеран команди оплатить тому відпустку. 25 лютого забив гол у ворота «Інтера», вивівши команду вперед, але цей гол не був переможним, оскільки матч закінчився 1-1. У другому колі чемпіонату не відзначався результативністю, це пов'язують із появою в команді Маріо Балотеллі.
Вже в першому офіційному матчі наступного сезону в раунді плей-оф Ліги чемпіонів проти ПСВ зумів відзначитися голом. Матч завершився внічию 1-1, що дало «Мілану» шанси пройти в груповий етап.
13 липня 2015 року було оголошено про оренду гравця до «Монако» з обов'язковим подальшим викупом за 16 млн євро, якщо той зіграє певну кількість матчів протягом сезону. Окрім цього сама оренда обійшлася «Монако» у 2 млн євро. Перед початком січневого трансферного вікна Ель-Шаараві був виключений зі складу, оскільки він уже зіграв 24 ігри в усіх офіційних змаганнях і лише однієї гри не вистачало до активації зобов'язання викупити його.

### «Рома» і «Шанхай Шеньхуа»
26 січня 2016 року було офіційно оголошено про оренду гравця за 1,4 млн євро римською «Ромою». Також столичний клуб отримував право викупу Ель-Шаараві за 13 млн євро. Влітку того ж року це право було реалізовано і нападник уклав з «Ромою» чотирирічний контракт. У складі «вовків» був серед основних нападників і регулярно відзначався забитими голами.
За рік до завершення контракту з «Ромою», у липні 2019 року, за 16 мільйонів євро Стефан перебрався до Китаю, ставши гравцем «Шанхай Шеньхуа». Наприкінці свого дебютного сезону в клубі Ель-Шаараві виграв з командою Кубок Китаю 2019 року, забив гол у другому фінальному матчі проти «Шаньдун Лунен» (3:0).
30 січня 2021 року Ель-Шаараві повернувся до «Роми» на правах вільного агента. 2022 року Стефан допоміг команді виграти дебютний розіграш Ліги конференцій.

## Виступи за збірні
Ель-Шаараві мав право грати за збірну Єгипту через походження свого батька, однак вирішив за краще грати за італійську команду.
Стефан виступав за юнацькі збірні Італії, з командою до 17 років він брав участь 2009 року у юнацькому чемпіонаті Європи та світу. Згодом у 2011—2012 роках грав за молодіжну збірну.

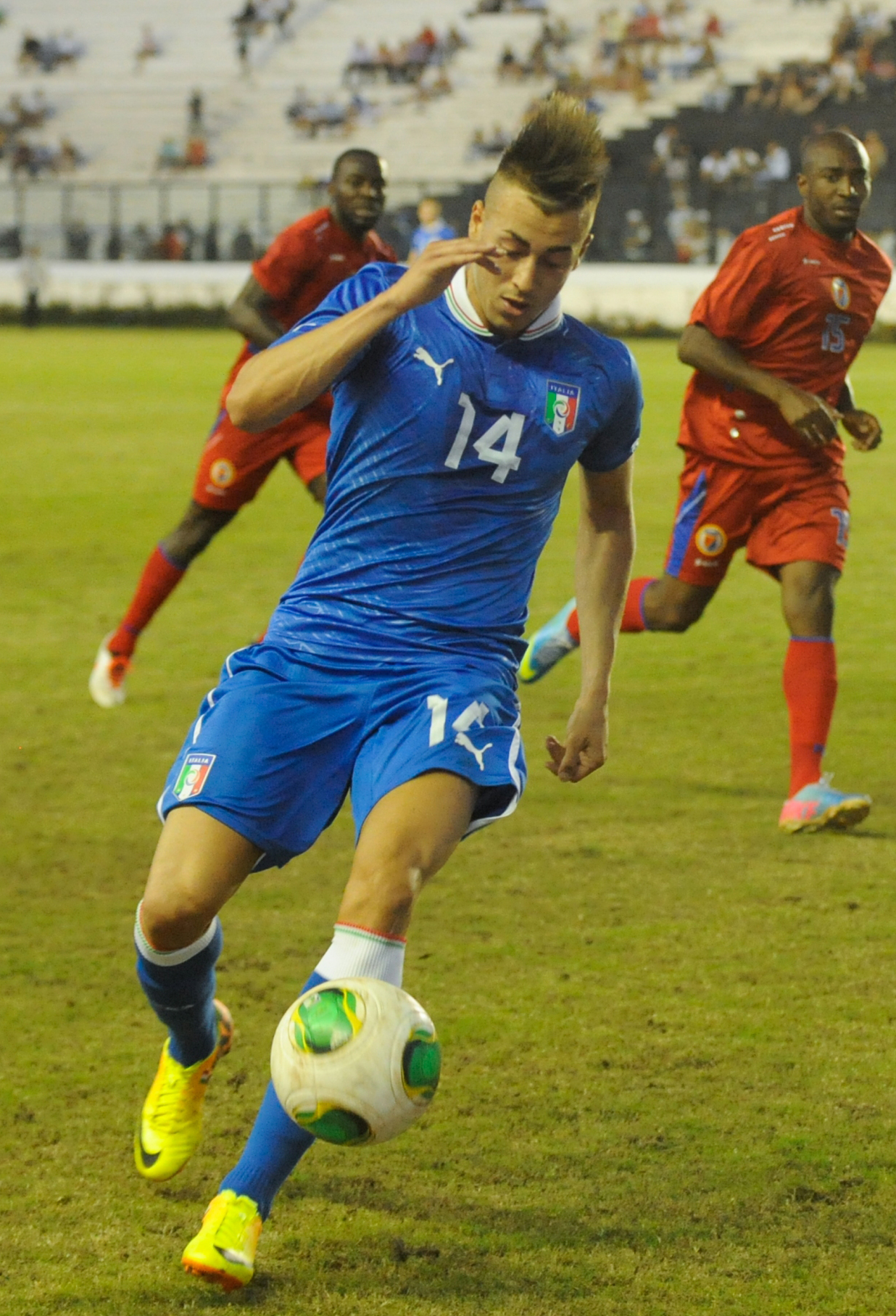
Стефан Ель-Шаараві у складі збірної Італії. 2013 рік.

15 серпня 2012 року Ель-Шаараві дебютував за національну збірну Італії, розпочавши у старті товариську грі проти Англії (1:2). Він забив свій перший гол за збірну у своєму третьому матчі, відзначившись м'ячем у воротах збірної Франції (1:2) 14 листопада 2012 року.
Наступного року Ель-Шаараві представляв Італію на Кубку конфедерацій 2013 року в Бразилії і дебютувавши турнірі в останній грі групового етапу проти господарів (2:4), замінивши Алессандро Діаманті в другому таймі. Також Ель-Шаараві зіграв у грі за третє місце проти Уругваю (2:2), де відіграв весь матч і забив свій післяматчевий пенальті, здобувши таким чином бронзові нагороди турніру.
Ель-Шаараві не був включений до складу збірної Італії на чемпіонат світу 2014 року, оскільки пропустив більшу частину клубного сезону 2013/14 років через травму.
Він повернув до національної збірної в кінці 2014 року під керівництвом нового тренероа Антоніо Конте, який використовував Ель-Шаараві в 4 матчах кваліфікації до Євро-2016. 10 жовтня 2015 року Стефан забив свій другий гол за збірну, через три роки після першого, у грі з Азербайджаном, що дозволило італійцям перемогти 3:1 і достроково вийти до фінальної стадії континентальної першості у Франції. Ель-Шаараві потрапив до заявки збірної на чемпіонат Європи 2016 року, але був там запасним гравцем, зігравши лише у останньому матчі групового етапу проти Ірландії (0:1), який вже не мав турнірного значення. Надалі Ель-Шаараві зіграв в двох матчах кваліфікації до чемпіонату світу 2018 року, включаючи матч-відповідь плей-оф у листопаді 2017 року проти Швеції, який завершився внічию 0:0, через що італійці сенсаційно не змогли пробитись на континентальну першість.
15 жовтня 2019 року, майже через два роки після того матчі, Ель-Шаараві повернувся на поле у складі національної збірної і відзначився голом і результативною передачею в матчі кваліфікації Євро-2020 проти Ліхтенштейну (5:0).
7 жовтня 2020 року Ель-Шаараві вперше одягнув капітанську пов'язку у збірній в товариській грі проти Молдови (6:0) у Флоренції, у якій забив дубль.

## Статистика виступів

### Статистика клубних виступів
Станом на 15 серпня 2019 року
| Сезон                      | Команда                    | Чемпіонат                  | Чемпіонат | Чемпіонат | Кубок Італії | Кубок Італії | Кубок Італії | Континентальні кубки | Континентальні кубки | Континентальні кубки | Інші змагання | Інші змагання | Інші змагання | Усього | Усього |
| Сезон                      | Команда                    | Ліга                       | Ігор      | Голів     | Ліга         | Ігор         | Голів        | Ліга                 | Ігор                 | Голів                | Ліга          | Ігор          | Голів         | Ігор   | Голів  |
| -------------------------- | -------------------------- | -------------------------- | --------- | --------- | ------------ | ------------ | ------------ | -------------------- | -------------------- | -------------------- | ------------- | ------------- | ------------- | ------ | ------ |
| 2008–09                    | «Дженоа»                   | A                          | 1         | 0         | КІ           | 0            | 0            | ЛЧ                   | 0                    | 0                    | -             | -             | -             | 1      | 0      |
| 2009–10                    | «Дженоа»                   | A                          | 2         | 0         | КІ           | 0            | 0            | ЛЧ                   | 0                    | 0                    | -             | -             | -             | 2      | 0      |
| 20010–11                   | «Падова»                   | B                          | 29        | 9         | КІ           | 1            | 0            | ЛЧ                   | 0                    | 0                    | -             | -             | -             | 30     | 9      |
| 2011–12                    | «Мілан»                    | A                          | 22        | 2         | КІ           | 4            | 2            | ЛЧ                   | 2                    | 0                    | СІ            | 0             | 0             | 28     | 4      |
| 2012–13                    | «Мілан»                    | A                          | 37        | 16        | КІ           | 1            | 1            | ЛЧ                   | 8                    | 2                    | -             | -             | -             | 46     | 19     |
| 2013–14                    | «Мілан»                    | A                          | 6         | 0         | КІ           | 0            | 0            | ЛЧ                   | 3                    | 1                    | -             | -             | -             | 9      | 1      |
| 2014–15                    | «Мілан»                    | A                          | 18        | 3         | КІ           | 1            | 0            | -                    | -                    | -                    | -             | -             | -             | 19     | 3      |
| Усього за «Мілан»          | Усього за «Мілан»          | Усього за «Мілан»          | 83        | 21        |              | 6            | 3            |                      | 13                   | 3                    |               | -             | -             | 102    | 27     |
| 2015-січ. 2016             | «Монако»                   | Л1                         | 15        | 0         | КФ+КЛ        | 0+0          | 0            | ЛЧ+ЛЄ                | 3+6                  | 1+2                  | -             | -             | -             | 24     | 3      |
| січ.-черв. 2016            | «Рома»                     | A                          | 16        | 8         | КІ           | 0            | 0            | ЛЧ                   | 2                    | 0                    | -             | -             | -             | 18     | 8      |
| 2016–17                    | «Рома»                     | A                          | 32        | 8         | КІ           | 4            | 2            | ЛЧ+ЛЄ                | 0+8                  | 0+2                  | -             | -             | -             | 44     | 12     |
| 2017–18                    | «Рома»                     | A                          | 33        | 7         | КІ           | 1            | 0            | ЛЧ                   | 10                   | 2                    | -             | -             | -             | 44     | 9      |
| 2018–19                    | «Рома»                     | A                          | 28        | 11        | КІ           | 1            | 0            | ЛЧ                   | 4                    | 0                    | -             | -             | -             | 33     | 11     |
| Усього за «Рому»           | Усього за «Рому»           | Усього за «Рому»           | 109       | 34        |              | 6            | 2            |                      | 24                   | 4                    |               | -             | -             | 139    | 40     |
| лип.-груд. 2019            | «Шанхай Шеньхуа»           | КСЛ                        | 10        | 1         | КК           | 3            | 3            | -                    | -                    | -                    | -             | -             | -             | 13     | 4      |
| 2020                       | «Шанхай Шеньхуа»           | КСЛ                        | 6         | 0         | КК           | 0            | 0            | -                    | -                    | -                    | -             | -             | -             | 6      | 0      |
| Усього за «Шанхай Шеньхуа» | Усього за «Шанхай Шеньхуа» | Усього за «Шанхай Шеньхуа» | 16        | 1         |              | 3            | 3            |                      | -                    | -                    |               | -             | -             | 19     | 4      |
| Усього за кар'єру          | Усього за кар'єру          | Усього за кар'єру          | 247+4     | 63+2      |              | 14           | 7            |                      | 46                   | 10                   |               | 0             | 0             | 311    | 82     |

### Статистика виступів за збірну
| Дата       | Місто    | Господарі | Результат | Гості       | Турнір                             | Голи | Примітки |
| ---------- | -------- | --------- | --------- | ----------- | ---------------------------------- | ---- | -------- |
| 15-11-2011 | Казарано | Італія    | 2 – 0     | Угорщина    | Кваліфікація молодіжного Євро-2013 | -    | 83'      |
| 28-2-2012  | Канни    | Франція   | 1 – 1     | Італія      | Товариський матч                   | -    | 46'      |
| 4-6-2012   | Слайго   | Ірландія  | 2 – 2     | Італія      | Кваліфікація молодіжного Євро-2013 | -    | 85'      |
| 6-9-2012   | Казарано | Італія    | 7 – 0     | Ліхтенштейн | Кваліфікація молодіжного Євро-2013 | 2    | 65'      |
| 10-9-2012  | Казарано | Італія    | 2 – 4     | Ірландія    | Кваліфікація молодіжного Євро-2013 | 1    |          |
| Усього     |          | Матчів    | 5         |             | Голів                              | 3    |          |

Станом на 15 серпня 2019 року
| Дата       | Місто               | Господарі   | Результат               | Гості      | Турнір             | Голи | Примітки |
| ---------- | ------------------- | ----------- | ----------------------- | ---------- | ------------------ | ---- | -------- |
| 15-8-2012  | Берн                | Англія      | 2 – 1                   | Італія     | товариський матч   | -    | 59'      |
| 12-10-2012 | Єреван              | Вірменія    | 1 – 3                   | Італія     | Відбір до ЧС 2014  | -    | 60'      |
| 14-11-2012 | Парма               | Італія      | 1 – 2                   | Франція    | товариський матч   | 1    | 74'      |
| 6-2-2013   | Амстердам           | Нідерланди  | 1 – 1                   | Італія     | товариський матч   | -    | 71'      |
| 21-3-2013  | Женева              | Італія      | 2 – 2                   | Бразилія   | товариський матч   | -    | 46'      |
| 26-3-2013  | Та-Калі             | Мальта      | 0 – 2                   | Італія     | Відбір до ЧС 2014  | -    | 75'      |
| 7-6-2013   | Прага               | Чехія       | 0 – 0                   | Італія     | Відбір до ЧС 2014  | -    | 46'      |
| 11-6-2013  | Ріо-де-Жанейро      | Італія      | 2 – 2                   | Гаїті      | товариський матч   | -    | 61'      |
| 22-6-2013  | Сальвадор           | Італія      | 2 – 4                   | Бразилія   | Кубок Конфедерацій | -    | 72'      |
| 30-6-2013  | Салвадор (Бразилія) | Уругвай     | 2 – 2 д.ч. (2 – 3 п.п.) | Італія     | Кубок Конфедерацій | -    |          |
| 16-11-2014 | Мілан               | Італія      | 1 – 1                   | Хорватія   | Відбір до ЧЄ 2016  | -    | 52'      |
| 12-6-2015  | Спліт               | Хорватія    | 1 – 1                   | Італія     | Відбір до ЧЄ 2016  | -    | 81'      |
| 16-6-2015  | Женева              | Італія      | 0 – 1                   | Португалія | товариський матч   | -    | 63'      |
| 6-9-2015   | Палермо             | Італія      | 1 – 0                   | Болгарія   | Відбір до ЧЄ 2016  | -    | 73'      |
| 10-10-2015 | Баку                | Азербайджан | 1 – 3                   | Італія     | Відбір до ЧЄ 2016  | 1    | 74'      |
| 13-11-2015 | Брюссель            | Бельгія     | 3 – 1                   | Італія     | товариський матч   | -    | 80'      |
| 17-11-2015 | Болонья             | Італія      | 2 – 2                   | Румунія    | товариський матч   | -    | 81'      |
| 29-3-2016  | Мюнхен              | Німеччина   | 4 – 1                   | Італія     | товариський матч   | 1    | 69'      |
| 6-6-2016   | Верона              | Італія      | 2 – 0                   | Фінляндія  | товариський матч   | -    | 69'      |
| 22-6-2016  | Лілль               | Італія      | 0 – 1                   | Ірландія   | ЧЄ 2016 - 1-й етап | -    | 81'      |
| 7-6-2017   | Ніцца               | Італія      | 3 – 0                   | Уругвай    | товариський матч   | -    | 64'      |
| 9-10-2017  | Шкодер (місто)      | Албанія     | 0 – 1                   | Італія     | Відбір до ЧС 2018  | -    | 90+2'    |
| 13-11-2017 | Мілан               | Італія      | 0 – 0                   | Швеція     | Відбір до ЧС 2018  | -    | 63'      |
| Усього     |                     | Матчів      | 23                      |            | Голів              | 3    |          |

## Досягнення

### Командні
«Мілан»
- Володар Суперкубка Італії: 2011

 «Шанхай Шеньхуа»
- Володар Кубка Китаю: 2019

 «Рома»
- Переможець Ліги конференцій УЄФА: 2021–22

### За збірну
Збірна Італії
- Бронзовий призер Кубку конфедерацій (1) : 2013

### Індивідуальні
- Найкращий молодий гравець Серії А[en] (1): 2012
- Гравець року в Серії Б (1): 2011
- Володар нагороди Pallone d'Argento[en][23]